# آب‌گذر پندو
آب‌گذر پندو (اسپانیایی: Arroyo Pando‎) یک آب‌گذر واقع در اروگوئه است که در بخش کنلونس جریان دارد. پندو به سوی ریو دلا پلاتا جاری می‌شود. نام این این آب‌گذر برگرفته از شهر مجاور آن پندو است.